# Религиозные взгляды Адольфа Гитлера
Религиозные взгляды Адольфа Гитлера являются дискуссионным вопросом в среде историков.

## Общие сведения
Адольф Гитлер родился в семье, где мать была верующей католичкой, а отец, напротив, — скептиком и антиклерикалом. Будучи крещён в младенчестве и пройдя в пятнадцатилетнем возрасте конфирмацию, в дальнейшей жизни он перестал посещать мессу и участвовать в церковных таинствах. Во взрослом возрасте Гитлер относился к христианству пренебрежительно, но ради получения и удержания власти из конъюнктурных политических соображений был готов на некоторое время отложить обострение отношений с церквями.
Личный архитектор Гитлера Альберт Шпеер полагал, что тот «не имел прямого отношения» к католичеству, но и формально не отходил от последнего. В отличие от своего соратника Йозефа Геббельса, Гитлер не был подвергнут церковному отлучению за самоубийство.
Писатель и историк Джон Толанд отмечал антиклерикальное мировоззрение у Гитлера, но считал, что он был «в хороших отношениях» с Католической церковью в 1941 году. В то же время такие историки и исследователи, как Ян Кершоу, Иоахим Фест и Алан Буллок считали Гитлера сторонником антихристианства, о чём свидетельствуют «Дневники Геббельса», мемуары Шпеера «Третий рейх изнутри» и стенограммы застольных речей Гитлера, известные как «Застольные беседы Гитлера». Геббельс писал в 1941 году в своих дневниках, что Гитлер «ненавидит христианство за то, что оно уничтожает всё благородное в человечестве».
Многие историки пришли к выводу, что Гитлер намеревался осуществить окончательное решение вопроса по отношению к христианству в Германии, восстановив вместо него культ поклонения германским языческим богам; в то же время другие полагают, что нет достаточных подтверждений подобных намерений.
Публичное отношение Гитлера к религии определялось как оппортунистический прагматизм. Его режим в открытую не отстаивал идею атеистического государства, но стремился снизить влияние христианства на немецкое общество. Будучи скептически настроенным по отношению к религии, тем не менее Гитлер не представлял себя публично как атеиста и говорил, что верит «во всемогущего творца». Историк сэр Ричард Эванс отмечал, что Гитлер неоднократно заявлял, что национал-социализм является секулярной идеологией, основанной на науке, для которой в долгосрочной перспективе немыслимо «сосуществование с религией». И в то же время в своей речи в 1928 году он заявил: «Мы не терпим никого в наших рядах, кто нападает на идеи христианства […] в действительности наше движение христианское». Историк Лоуренс Риз, отмечая враждебность Гитлера к христианству, писал: «Самое точное объяснение подобных заявлений заключается в том, что Гитлер, как политик, хорошо представлял себе окружающую действительность, в которой он жил. […] Если бы Гитлер слишком сильно отдалил себя или своё движение от христианства, то не ясно, как бы он смог первенствовать на свободных выборах».
Историк Алан Буллок указывает, что несмотря на частое обращение Гитлера к языку «промысла Божия» для отстаивания своих собственных мифов, он в конечном счёте наряду с И. В. Сталиным является представителем материалистического мировоззрения, «основанного на уверенности рационалистов девятнадцатого столетия в том, что наука и прогресс разрушат все мифы и уже доказали нелепость христианского учения». Историк Джеффри Блэйни обращает внимание на то, что когда коммунисты Германии стали врагами нацистов, то Гитлер увидел в христианстве временного союзника. Гитлер выступил с большим количеством публичных речей против «большевистских» атеистических движений и в защиту созданного при поддержке нацистского руководства Германии движения «позитивного христианства», которое пыталось нацифицировать немецкое христианство путём очищения его от еврейской составляющей, Ветхого Завета и некоторых ключевых положений, вроде Апостольского Символа веры. В 1922 году в своей речи Гитлер заявил: «Мои чувства христианина обращают меня к моему Господу и Спасителю, как воина». В «Майн кампф» он утверждал, что нейтрально относится к вопросам сектантства и поддерживает политику отделения церкви от государства, а также выступает с критикой политического католицизма. Кроме того, в своей книге Гитлер представил нигилистический, социал-дарвинистский взгляд на мир, где все моральные отношения между людьми построены на борьбе за выживание между сильнейшими и слабейшими, а не на устоявшихся христианских этических представлениях. Однако историк Ричард Штайгманн-Галл считает, что в «Майн Кампф» «нет указаний на то, что Гитлер был атеистом, или агностиком, или даже верующим в некое удалённое рационалистическое божество. Гитлер постоянно ссылается на активное провиденческое божество». Историк Сэмюэл Коэн считает, что, хотя Гитлер не был христианином, он не был и атеистом. Коэн доказывает, что Гитлер был деистом. Нацистский генерал и адъютант Гитлера Герхард Энгель также писал, что Гитлер был верующим, и записал в своём дневнике, что в 1941 году Гитлер заявлял: «Сейчас, как и раньше, я католик и навсегда останусь им».
В начале 1930-х годов во время предвыборной кампании Гитлер выступал с умеренными публичными речами, обещая в случае прихода к власти не вмешиваться в церковную жизнь, и назвал христианство основой немецкой нравственности. Ян Кершоу считает, что подобного рода риторика использовалась с целью успокоения возможного недовольства со стороны христианских церквей.
Гитлер способствовал началу Kirchenkampf[что это?]. Хотя он и опасался сам выступать открыто, но давал негласное разрешение или поощрял антицерковные выступления Гиммлера, Геббельса и Бормана. По данным Эванса в 1939 году 95 % немцев продолжали называть себя католиками и протестантами, 3,5 % относили себя к «деистам» (Gottgläubig) и 1,5 % — к атеистам. Именно в числе последних категорий находились «убеждённые нацисты, порвавшие со своей церковью по воле партии, которые пытаются с середины 1930-х годов снизить влияние христианства в обществе». «Gottgläubig» (нем. «верующие в Бога») имели внеконфессиональный, нацистский взгляд на религиозную веру, часто определяемый как преимущественно основанный на креационистской деистской точке зрения. Несмотря на все усилия по продвижению движений «позитивного христианства» и «Gottgläubig» более трёх миллионов членов НСДАП продолжали вносить десятину в своих церквях и именовать себя членами Римско-католической церкви и Немецкой конфедерации евангелических церквей. Гитлер возмутил церкви, назначив неоязычника Альфреда Розенберга главным нацистским идеологом. Он предпринял попытку собрать всех немецких протестантов в единой Протестантской церкви Рейха, входящей в движение «Немецкие христиане», но это мероприятие потерпело неудачу, поскольку против него выступила Исповедующая церковь. Движение «Немецкие христиане» отличалось от традиционного христианства тем, что отвергало еврейские корни в христианстве, проповедовало идею об «арийском» Иисусе Христе и считало, что апостол Павел, будучи евреем, подделал наследие Христа (см.: Арийское христианство) — тема, которую, согласно историку Сюзанне Хешель, в октябре 1941 года в частных беседах поднимал Гитлер, когда одобрил окончательное решение еврейского вопроса. Начиная с 1934 года Гитлер терял интерес к «Немецким христианам». Режим Гитлера постоянно нарушал договорённости, закрыв все католические организации, которые не являлись строго религиозными, и устроил гонения на свидетелей Иеговы.
Кершоу отмечал, что мало кто вообще мог «знать» намерения Гитлера, который был «очень замкнутой, даже скрытной личностью». В свою очередь Буллок указывает на то, что Гитлер был рационалистом и материалистом, который рассматривал христианство, как религию, «пригодную для рабов» и противницу естественного отбора и выживания сильнейшего. В свою очередь Толанд, отмечая противостояние Папе Римскому и церковной иерархии, в то же время обращает внимание на связь католического прошлого Гитлера и его антисемитизма. Вспоминая свои встречи с Гитлером, генерал Герхард Энгель и кардинал Михаэль фон Фаульхабер писали, что Гитлер был верующим. Кершоу приводит случай с Фаульхабером, как пример способности Гитлера обмануть «даже самых стойких критиков». А историк Ричард Штейгманн-Галл замечал «христианский элемент» в ранних текстах Гитлера и свидетельствовал о том, что Адольф по-прежнему продолжал почитать Иисуса Христа как «арийского воина», который борется против еврейства. Использование понятия «позитивное христианство», закреплённого в 1920 в программе «25 пунктов» было лишь тактическим ходом, но Штейгманн-Галл полагал, что это имело «внутренний смысл» и было «больше, чем просто политический ход», хотя и согласен с тем, что со временем нацистское руководство стало относиться «более враждебно к церквям». Однако историк Джон Конвэй считает, что анализ, проведённый Штейгманн-Галлом отличается от прочих исследований лишь «степенью и продолжительностью», но вот если ранние речи Гитлера рассматривать как свидетельство его искреннего отношения к христианству, то «это нацистское христианство выхолащивает все наиболее значимые ортодоксальные догматы», оставляя лишь «смутное представление в сочетании с антиеврейскими предрассудками», которые мало похожи на «подлинное христианство». Риз пришёл к выводу о том, что «публичное отношение Гитлера к христианству — на самом деле его публичное отношение к религии в целом — было оппортунистическим. Нет никаких доказательств того, что сам Гитлер, в своей личной жизни, когда-либо выражал свою личную веру в основные положения Христианской церкви».

## Ранние годы
В течение шести месяцев, пока семья Гитлера жила напротив монастыря бенедиктинцев в Ламбахе, он ходил здесь в музыкальную школу. В это же время Гитлером высказывались мысли о том, что он хотел бы стать священником. Гитлер прошёл обряд конфирмации 22 мая 1904 года в Старом соборе Линца. Историк Михаэль Риссманн ссылается на свидетельство друга детства Гитлера о том, что последний после возвращения домой в дальнейшей жизни перестал посещать мессу и участвовать в церковных таинствах, а также отмечает, что этому способствовали идеи пангерманизма. Историк Джон Толанд в свою очередь приводит свидетельство крёстного отца Гитлера о том, что тот едва ли ни «вытягивал слова из него […] почти как если бы вся конфирмация была ему противна».
В 1909 году Гитлер переехал в Вену. Историк Алан Буллок в связи с этим отмечает, что у Гитлера проявилась жажда знаний и в круг его чтения вошли «Древний Рим, восточные религии, йога, оккультизм, гипнотизм, астрология, протестантизм, каждое из которых задержало его внимание лишь на мгновение… Он поражал людей своим непостоянством. Он выпустил на волю свои ненависти — к евреям, священникам, социал-демократам и Габсбургам — без ограничений».

## Начало политической деятельности
Публичные и частные высказывания Гитлера о религии были противоречивы. Историк Ян Кершоу писал, что лишь немногие люди могли с уверенностью сказать, что действительно «знали» Гитлера, потому что «он по темпераменту был очень уединённой, даже скрытной личностью», не склонной доверять другим. В частной жизни Гитлер презирал христианство, но во время предвыборной кампании он публично выступал с заявлениями в пользу религии. Историк Лоуренс Риз писал, что «самым убедительным объяснением этим утверждениям является то, что Гитлер, как политик, просто осознавал ту политическую обстановку, в которой он жил… Если бы сам Гитлер или движение слишком отдалились от христианства, то это всё, и невозможно было бы себе представить, как бы он был успешным во время свободных выборов. Таким образом, его публичное отношение к христианству — в действительности его отношение к религии в целом — было оппортунистским. Нет никаких доказательств того, что сам Гитлер, в своей частной жизни, когда-либо выражал какую-либо личную веру в основные положения Христианской церкви».
Хотя Гитлер и сохранил некоторое уважение к институциональному католичеству — Римско-католической церкви, тем не менее он презирал её основополагающие учения, которые, как он сказал, если принимать целиком, то это «будет означать последовательное внедрение отказа от человека». Алан Буллок в своей книге «Гитлер: исследование в тирании» писал, что Гитлер был рационалистом и материалистом, без какого-либо переживания духовной и чувственной стороны человеческого бытия, и человеком, который «не верит ни в Бога, ни в совесть („еврейское изобретение, порок как и обрезание“)». А в книге «Гитлер и Сталин: схожие жизни» Буллок отмечал, что Гитлер, как и живший до него Наполеон Бонапарт, прибегал к языку «промысла Божия» для отстаивания своих собственных мифов. Он, в конечном счёте, наряду с И. В. Сталиным является представителем материалистического мировоззрения, «основанного на уверенности рационалистов девятнадцатого столетия в том, что наука и прогресс разрушат все мифы и уже доказали нелепость христианского учения».
Согласно историку и публицисту Максу Домарусу, хотя Гитлер не «придерживался заповедей католицизма», он сохранял элементы католического мышления, усвоенного при воспитании, даже в начальные годы своего правления: «Ещё в 1933 г. он публично описывал себя как католика. Только растекающийся по нему яд жажды власти и самообожествления вытеснили из него воспоминания о детской вере, и в 1937 году он сбросил с себя остатки религиозных убеждений, заявив товарищам, что чувствует себя „свободным, как жеребёнок на пастбище“», — пишет Домарус. В конце концов, Домарус пришёл к выводу, что Гитлер заменил веру в иудеохристианского Бога верой в собственного бога Германии. Он развивал идею о Боге как творце Германии, но всё же «не был христианином ни в каком общепринятом значении этого слова». Домарус также указывает, что Гитлер не верил в организованную религию и не рассматривал себя как религиозного реформатора.
Согласно историку Лоуренсу Ризу, «Гитлер не верил в загробную жизнь, но он верил, что после смерти получит новую жизнь за свои заслуги». Британский историк Ричард Овери утверждает, что Гитлер не был «практикующим христианином», но он и не был «убеждённым атеистом». Согласно историку Роберту Вистриху, Гитлер полагал, что христианство подошло к концу, но не хотел прямой конфронтации с ним из стратегических соображений. Сэмюэл Коэн, научный сотрудник Университета Дикина, исследующий официальные взгляды нацистов на религию, отвечает на вопрос «Был ли Гитлер христианином?» следующим образом: «Разумеется, нет, если мы рассматриваем христианство в его традиционной или ортодоксальной форме: Иисус Христос, будучи сыном Бога, умер ради искупления грехов всего человечества. Бессмысленно утверждать, будто Гитлер (или любой из нацистов) придерживался христианства в таком виде». Коэн утверждает, что Гитлер, скорее всего, не был и атеистом, и ссылается на недавние работы, в которых показано, что Гитлер был деистом. Ричард Эванс в своих исследованиях религиозных взглядов Гитлера пришёл к выводу, что разница между публичными и приватными высказываниями Гитлера о религии связана с нежеланием ссориться с церквями, поскольку это могло бы подорвать национальное единство.
В книге исследователя Сюзанны Хешель «Арийский Иисус: христианские теологи и Библия нацистской Германии» утверждается, что Гитлер поддерживал церковь «Немецких христиан», отрицавшую еврейское происхождение Евангелия, и утверждавшую, что Иисус был «арийцем», а апостол Павел, будучи евреем, фальсифицировал учение Иисуса. Эту тему Гитлер часто поднимал в частных беседах. В октябре 1941 г., когда Гитлер принял решение истребить евреев, он повторил то же самое заявление.
Историк Ричард Штайгманн-Галл заметил признаки «христианского элемента» в ранних письменных текстах Гитлера. Штайгманн-Галл писал, что, хотя использование термина «позитивное христианство» в программе нацистской партии 1920 года многими рассматривается как тактический приём, он сам полагает, что это было «нечто большее, чем просто политическая уловка для победы на выборах», и придерживается «внутренней логики». Штайгманн-Галл пишет, что, хотя позднее антихристиане боролись за то, чтобы «исключить влияние христианства на нацизм», и их движение становилось «всё более враждебным к церквям», даже в конце своего существования, оно не было «поголовно антихристианским». Даже после разрыва с институциональным христианством (который Штайгманн-Галл датирует примерно 1937 годом) Гитлер продолжал высоко почитать Иисуса, полагая его «арийским воином», сражавшимся против еврейства. В представлении Гитлера истинно христианское учение Иисуса было искажено апостолом Павлом, который превратил его в разновидность еврейского большевизма, который, по мнению Гитлера, проповедовал «равенство людей между собой и их покорность единственному Богу. Именно это привело к гибели Римской империи». Штайгманн-Галл пришёл к выводу, что Гитлер был религиозен как минимум в 1920-е и ранние 1930-е годы, ссылаясь на его явно выраженную веру в Бога, божественное Провидение и Иисуса как «арийца», противостоящего евреям. При этом он отмечает, что, придерживаясь данной позиции, он «приводит аргументы, противоречащие общепринятому мнению, что нацизм в целом был либо никак не связан с христианством, либо и вовсе противостоял ему».
Историк Джон Конвэй пишет, что Штайгманн-Галл привёл «почти убедительные доводы» и был «прав, указав, что между нацистскими лидерами никогда не было согласия по поводу связи между их Партией и христианством», но также что «разница между этой интерпретацией и предложенными ранее состоит только в их сроках и придаваемом значении. Штайгманн-Галл соглашается, что с 1937 года и впоследствии политика нацистов в отношении церквей становилась более враждебной… [Он] убедительно доказывает, что программа нацистской партии 1924 года и речи Гитлера ранних годов, определяющие политический курс, не были просто политически мотивированными и преднамеренно вводящими в заблуждение… Штайгманн-Галл считает, что эти речи содержали искреннюю высокую оценку христианства… В то же время, он не готов признать, что из этого нацистского христианства были выхолощены наиболее важные ортодоксальные догматы, и осталось только смутное представление в сочетании с антиеврейскими предрассудками. Только несколько радикально настроенных крайне правых представителей либерального протестантизма могли бы распознать в этом подлинное христианство».

### Гитлер и атеизм
Историк Яну Кершоу сообщает, что кардинал Михаэль фон Фаульхабер, человек, который «отважно критиковал нападки нацистов на католическую церковь, ушел от Гитлера убеждённым, что тот был глубоко религиозен». В ноябре 1936 римско-католический прелат провёл с Гитлером в Бергхофе трёхчасовую встречу и покинул её будучи полностью убеждённым в религиозности Гитлера. Он написал: «Канцлер Рейха несомненно живёт с верой в Бога. Он признаёт христианство строителем западной культуры». Кершоу объясняет это тем, что Гитлер мог «заморочить голову даже самым стойким критикам», и что это продемонстрировало его «явное умение даже перед потенциальными критиками из числа церковных лидеров создать образ вождя, горящего желанием поддержать христианство и защитить его». Нацистский генерал и адъютант Гитлера Герхард Энгель также писал, что Гитлер был верующим, и записал в своём дневнике, что в 1941 году Гитлер заявлял: «Сейчас, как и раньше, я католик и навсегда останусь им».

## Высказывания и действия в отношении религии после прихода к власти

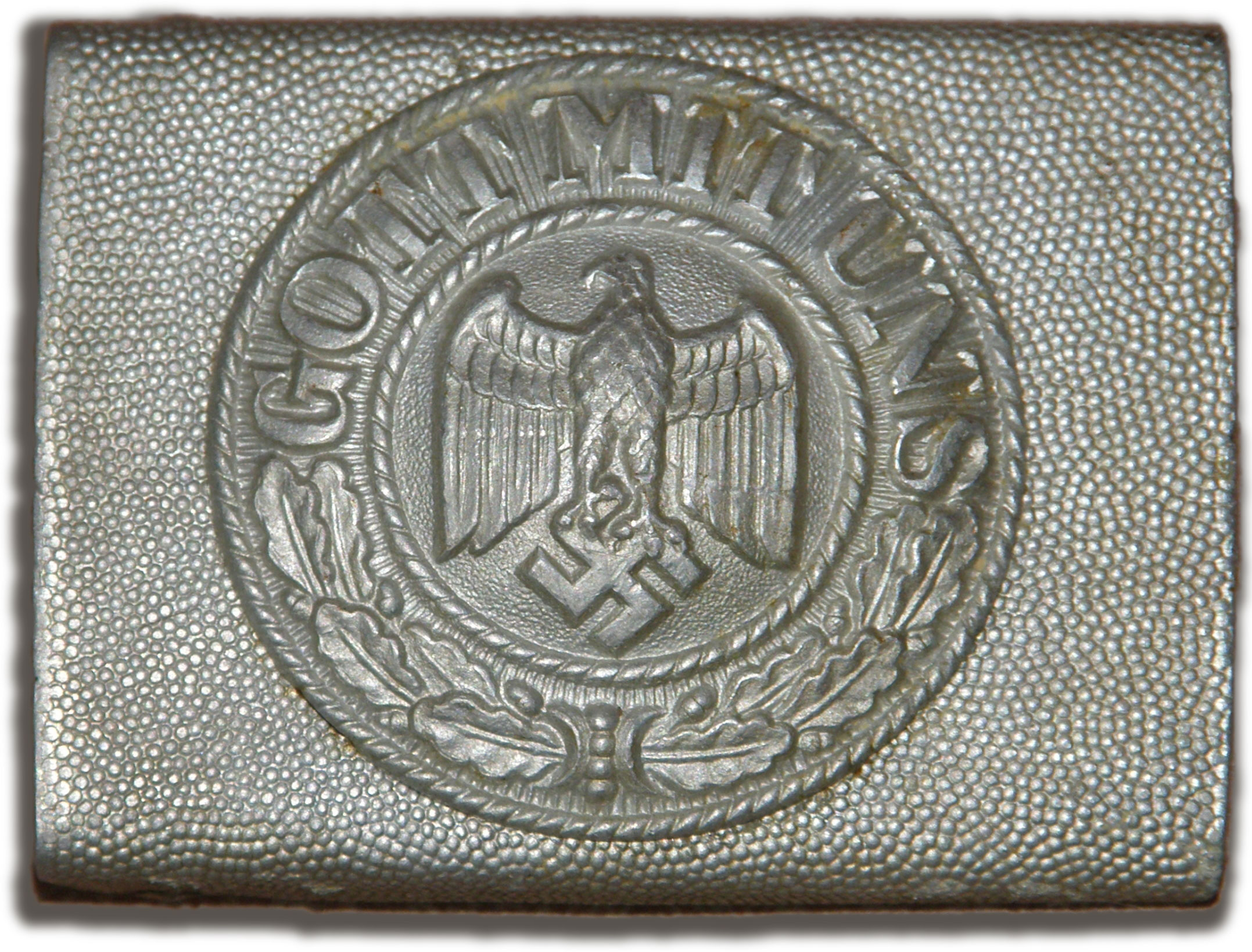
Бляха вооружённых сил нацистской Германии. Надпись: «Gott mit uns» — «Бог с нами»

Сразу после прихода к власти Гитлер запретил организации, поддерживающие свободу вероисповедания (такие как немецкая Лига вольнодумцев) и организовал «движение против безбожников». При этом Гитлер заявил: «У нас не было сомнений, что людям нужна, необходима эта вера. Поэтому мы повели борьбу с атеистическим движением, и не только путём теоретических дискуссий: мы вырвали его с корнем».

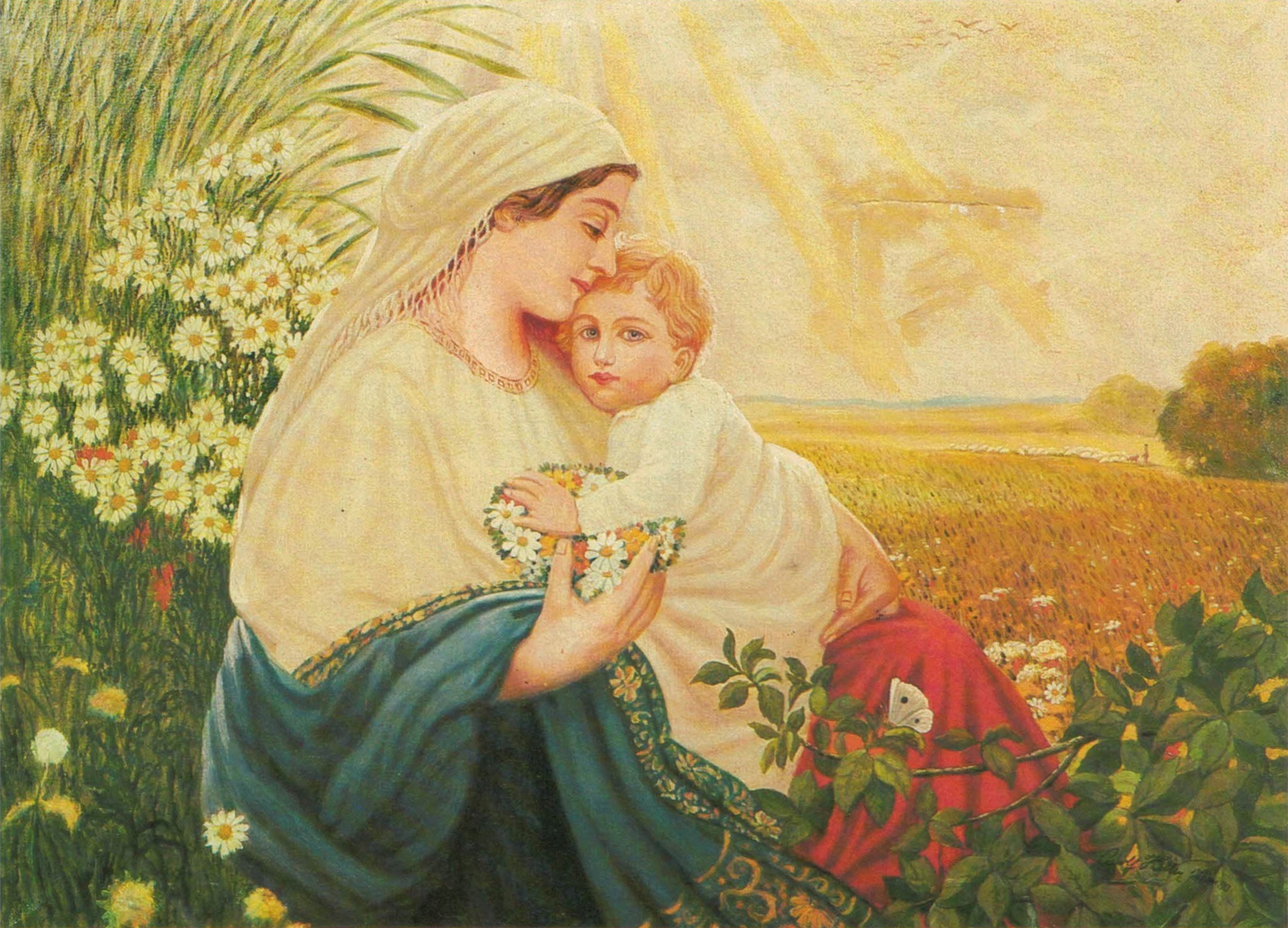
Адольф Гитлер. «Мать Мария», (1913), холст, масло.

Данные обстоятельства не помешали Гитлеру провести своеобразную реформу христианского вероучения на территории Германии. Институт, основанный по приказу Гитлера, переписывал библейские тексты, уничтожая все упоминания об особой роли еврейского народа. По версии Гитлера, Христос был проповедником «арийских» идей. В мае 1939 года по приказу фюрера в Айзенахе был основан теологической институт по вопросам «деевреизации». Его сотрудники редактировали церковные тексты, вычеркивая «неарийские» пассажи. Десятки печатных трудов института были опубликованы огромными тиражами. Немецкий церковный архивариус Хансйорг Бусс обобщил для газеты эти сомнительные достижения гитлеровских приспешников. «Немцы с Господом — немецкая книга веры»: обновлённая версия священного писания содержала 12 заповедей вместо десяти. Два дополнительных предписания: «Содержи кровь свою в чистоте» и «Чти вождя и учителя твоего». В новом издании псалмов еврейское имя Бога было заменено на «спаситель страждущих». В издании 1940 года сказано: «Евангелический Иисус может стать спасителем только нашего немецкого народа, потому что он не воплощает идеи еврейства, а беспощадно борется с ними». «Немецкий народ боролся против разрушения своей жизни и сущности евреями», — пишет директор института Вальтер Грундманн. Гитлер лично подписывает указ о присвоении ему профессорского звания.

## Влияние религии и социал-дарвинизма на расизм Гитлера
Большой научный интерес представляет проблема того, насколько многолетний культурно-религиозный антииудаизм в христианской Европе внёс вклад в личный расовый антисемитизм Гитлера, и какое влияние на его психологию оказала псевдонаучная «примитивная версия социал-дарвинизма», смешанная с имперскими идеями XIX века. Лоуренс Риз отмечал, что в картине мира, выраженной Гитлером в «Майн кампф», отсутствует «упор на христианство», и его «суровый и ожесточённый взгляд» и инстинктивная ненависть к евреям проистекали из других источников: из представлений о жизни как борьбе, которые он вынес из социал-дарвинизма, а также из представлений о превосходстве «арийской расы», которые основывались на труде Артура де Гобино «Эссе о неравенстве человеческих рас». События, произошедшие после капитуляции России в Первой Мировой войне, когда Германия захватила агрокультурные земли на востоке, привели Гитлера к идее колонизации Советского Союза. От Альфреда Розенберга Гитлер позаимствовал идею о связи между иудаизмом и большевизмом. Гитлер поддерживал жестокую идею о «евгеническом отрицательном отборе», основанную на вере в то, что мировая история состоит из борьбы за выживание между расами, в ходе которой евреи пытаются подточить немецкую нацию, и вместе с второсортными человеческими группами, такими как славяне или портящие немецкий генофонд инвалиды, угрожают «арийской высшей расе». Ричард Эванс писал, что взгляды Гитлера по этим вопросам часто именовались «социал-дарвинистскими», однако между историками почти нет согласия по поводу того, что этот термин может означать, или как он исказился по отношению к исходным научным представлениям XIX века, прежде чем стать центральным звеном политической идеологии геноцида в XX веке.
Дерек Хастингс пишет, что, по словам личного фотографа Гитлера Генриха Хоффманна, католический иеронимитский священник Бернард Стемпфл, обладавший крайне антисемитскими взглядами, входил в ближайшее окружение Гитлера в ранние 1920-е годы и часто консультировал его по религиозным вопросам. Он помогал Гитлеру писать «Майн кампф» и был убит во время «Ночи длинных ножей» в 1934 году. В своих высказываниях Гитлер часто обращался к старому обвинению евреев в богоубийстве. Это привело к предположениям, что на мировоззрение Гитлера оказал влияние христианский антисемитизм, в особенности, такие работы, как эссе Мартина Лютера «О евреях и их лжи» и сочинения Пауля де Лагарда. Хотя не все согласны с этим взглядом, в его пользу говорит мнение биографа Гитлера Джона Толанда о том, что Гитлером «овладевало его учение о еврее как убийце Бога. Таким образом, истребление евреев может быть осуществлено им без каких-либо угрызений совести, поскольку в этом случае он выступает всего лишь как карающая рука Господа».
Согласно историку Люси Давидович, антисемитизм имеет долгую историю в христианстве, и «легко прочертить нисходящую генеалогическую линию антисемитизма» от Лютера к Гитлеру. В своём труде «Война против евреев: 1933—1945» она пишет, что Лютер и Гитлер были одержимы «демонизированной Вселенной», населённой евреями. Давидович утверждает, что сходства между антисемитскими сочинениями Лютера и современным антисемитизмом — это не совпадения, поскольку они выводятся из общей истории антисемитизма (Judenhass), которая может быть прослежена до библейского ненавистника иудеев Амана из Книги Есфирь, хотя, современный немецкий антисемитизм также имеет корни в германском национализме. Католический историк Хосе М. Санчес доказывает, что антисемитизм Гитлера имеет недвусмысленные корни в христианстве.
Ричард Эванс отмечает, что Гитлер видел христианство «неизгладимо еврейским по происхождению и характеру» и «прототипом большевизма», который «нарушает закон естественного отбора». В течение десятилетий между Чарлзом Дарвином и серединой XX века многие историки отмечали, что концепция «социал-дарвинизма» восхвалялась как «сторонниками альтруистической этики», так и «выразителями жестокой морали на благо избранных»; однако по многим показателям к концу XIX века она примыкала к «правой» идеологии, когда были смешаны расистские и имперские идеи. Согласно Эвансу, Гитлер «использовал свою собственную версию языка социал-дарвинизма как центральный элемент логического оправдания практики истребления…», и язык социал-дарвинизма в нацистском варианте помог устранить любые сдерживающие факторы для командиров «террористической и убивающей» полиции режима, «убеждая их, что их действия будут оправданы историей, наукой и природой». Таким образом, Гитлер использовал социал-дарвинизм как наукообразное обоснование для своих идей (не вытекающих из него), зачастую искажая исходные идеи дарвинизма и даже противореча им (см. ниже), аналогично тому, как он искал для них богословское обоснование, утверждая, что является «карающей рукой Господа» для евреев.
Расовые представления Гитлера в первую очередь основывались на сочинении Артура де Гобино «Эссе о неравенстве человеческих рас», изданном впервые в 1853 году (за несколько лет до первого издания «Происхождения видов» Чарлза Дарвина). Де Гобино полагал, что изначально все человеческие расы были созданы «чистыми», а затем стали смешиваться между собой, что приводит к их вырождению (в теории Дарвина расы напротив, разошлись из единого источника путём приспособления к различным местным природным условиям). В центре картины мира де Гобино находится борьба между расами за выживание (а не между отдельными особями, как в теории Дарвина). Согласно историку Иоахиму Фесту, нацистский диктатор упростил тщательно продуманные идеи Артура де Гобино, касающиеся борьбы за выживание между разными расами, среди которых «арийская раса», направляемая Провидением, являлась лидером и факелоносцем цивилизации. В представлении Гитлера евреи были врагами всей цивилизации, особенно «Народа» (нем. Volk).
Согласно Шери Оуэнс Залампас, несмотря на то, что Гитлера часто называют «социал-дарвинистом, он им не являлся в обычном смысле этого слова, поскольку социал-дарвинизм (совокупность псевдонаучных теорий и общественных практик) делает акцент на борьбе, изменении, выживании сильнейшего и нескончаемом честном и естественном соревновании между индивидуумами, а Гитлер использовал современные индустриальные технологии и безличные бюрократические методы, чтобы избежать честного соревнования и подавить всех оппонентов с помощью власти». Социал-дарвинизм предполагает свободу личности и соревнование между отдельными индивидуумами, как при капитализме, в то время как нацистский режим Гитлера утверждал примат общества над личностью, подчинял все действия личности требованиям государства, отрицая таким образом индивидуализм и честное соревнование между отдельными индивидуумами. Генри Элленбергер считал понимание дарвинизма Гитлером крайне неполным и основанным лишь на смутной и неверно понимаемой в то время теории «выживания сильнейшего» (термин, введённый Гербертом Спенсером) в социальной среде. Аналогичным образом, историк Карл Дитрих Брахер доказывает, что взгляды Гитлера не были сформированы путём тщательного изучения дисциплины, а, скорее, он прибегал к «выборочному чтению книг и случайных брошюр, а также к личным обобщениям, основанным на субъективных впечатлениях, чтобы сформировать искажённую политическую картину, ставшую впоследствии Weltanschauung», и определявшую всю его будущую жизнь и работу. Одним из факторов этого формирования является влияние Ланца фон Либенфельса в венские годы, чья программа базировалась на «грубых преувеличениях социал-дарвинистской теории выживания, на теории сверхлюдей и сверхрасы, на догме о расовых конфликтах и на теориях о скрещиваниях и об истреблении, в дальнейшем взятыми на вооружение организацией SS», и чья публикация «Остара» (Ostara) была широко доступна в табачных киосках Вены. В «Майн Кампф» Гитлер подробно изложил происхождение своего антисемитизма и назвал книги Либенфельса полемическими брошюрами, купленными «за несколько пенни».
Мнения учёных по поводу веры Гитлера в Бога противоречивы. Биограф Гитлера Алан Буллок писал, что Гитлер не верил в Бога, и одно из его возражений против христианства состояло в том, что оно «восстаёт против закона естественного отбора путём борьбы и выживания сильнейшего». Однако, исследователь Штайгманн-Галл пришёл к выводу, что Гитлер верил в Бога, но не в «удалённое рационалистическое божество», а в «активное божество», которое он часто называл «Творцом» или «Провидением». Гитлер верил, что Бог создал мир, в котором разные расы сражаются друг с другом за выживание, как это обрисовано у Артура де Гобино. И «арийская раса» как носитель цивилизации помещается на особое место:
 «Мы должны бороться за то, чтобы защитить существование и воспроизводство нашей расы, … чтобы наш народ мог созреть для выполнения своей миссии, возложенной на него Творцом Вселенной. Народы, которые портят себя кровосмешениями или допускают, чтобы их портили таким образом, совершают грех против Воли Вечного Божественного Провидения».
Историк Сэмюэл Коэн считает, что, хотя Гитлер не был христианином, он не был и атеистом. Ссылаясь на другие работы, Коэн доказывает, что Гитлер был деистом.